# Dillenia
Dillenia oder deutsch auch Rosenapfelbäume ist eine Pflanzengattung innerhalb der Familie der Rosenapfelgewächse (Dilleniaceae). Das Verbreitungsgebiet ist paläotropisch, mit den meisten Arten in den tropischen Gebieten Asiens. 

## Beschreibung

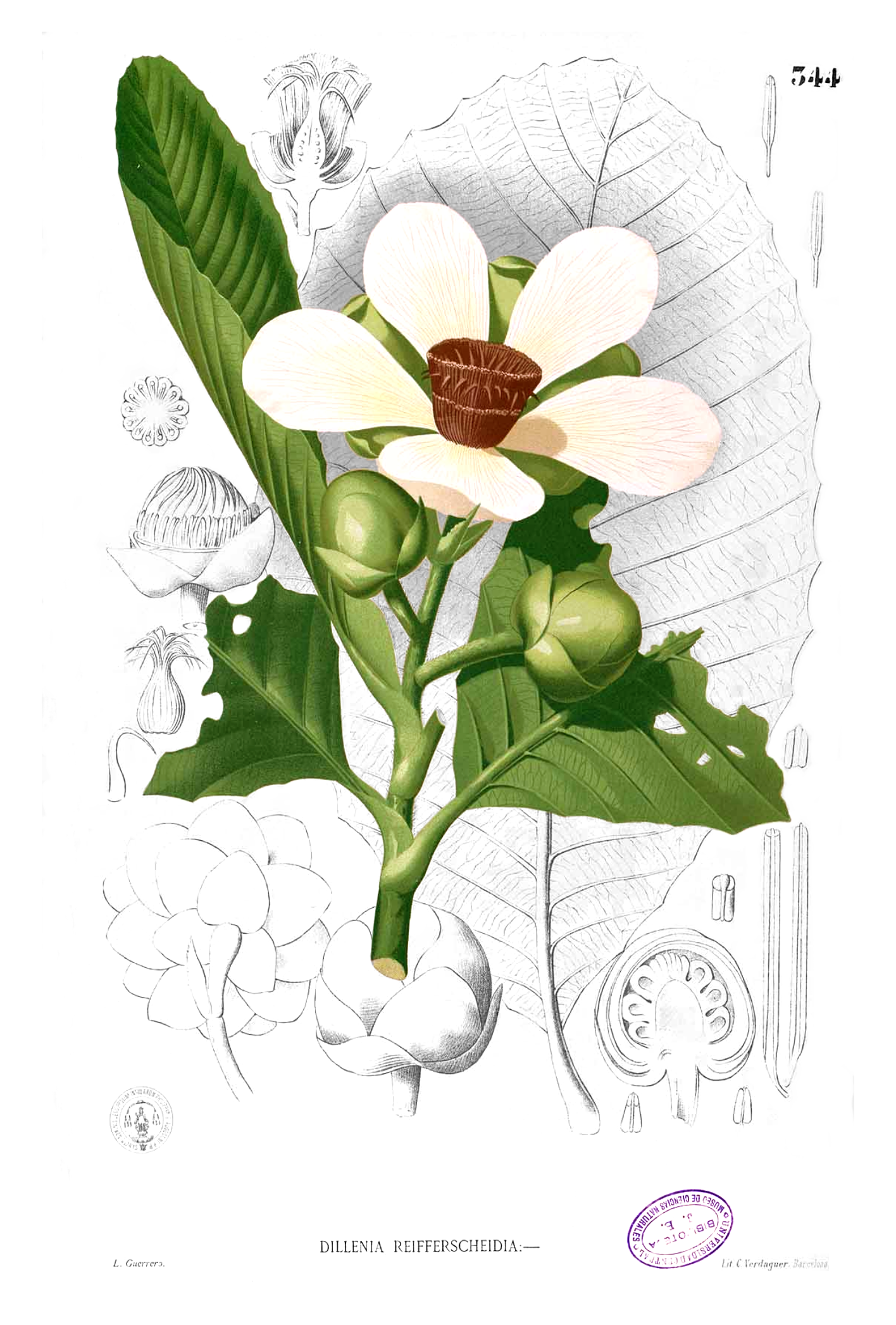
Illustration aus Blanco von Dillenia reifferscheidia

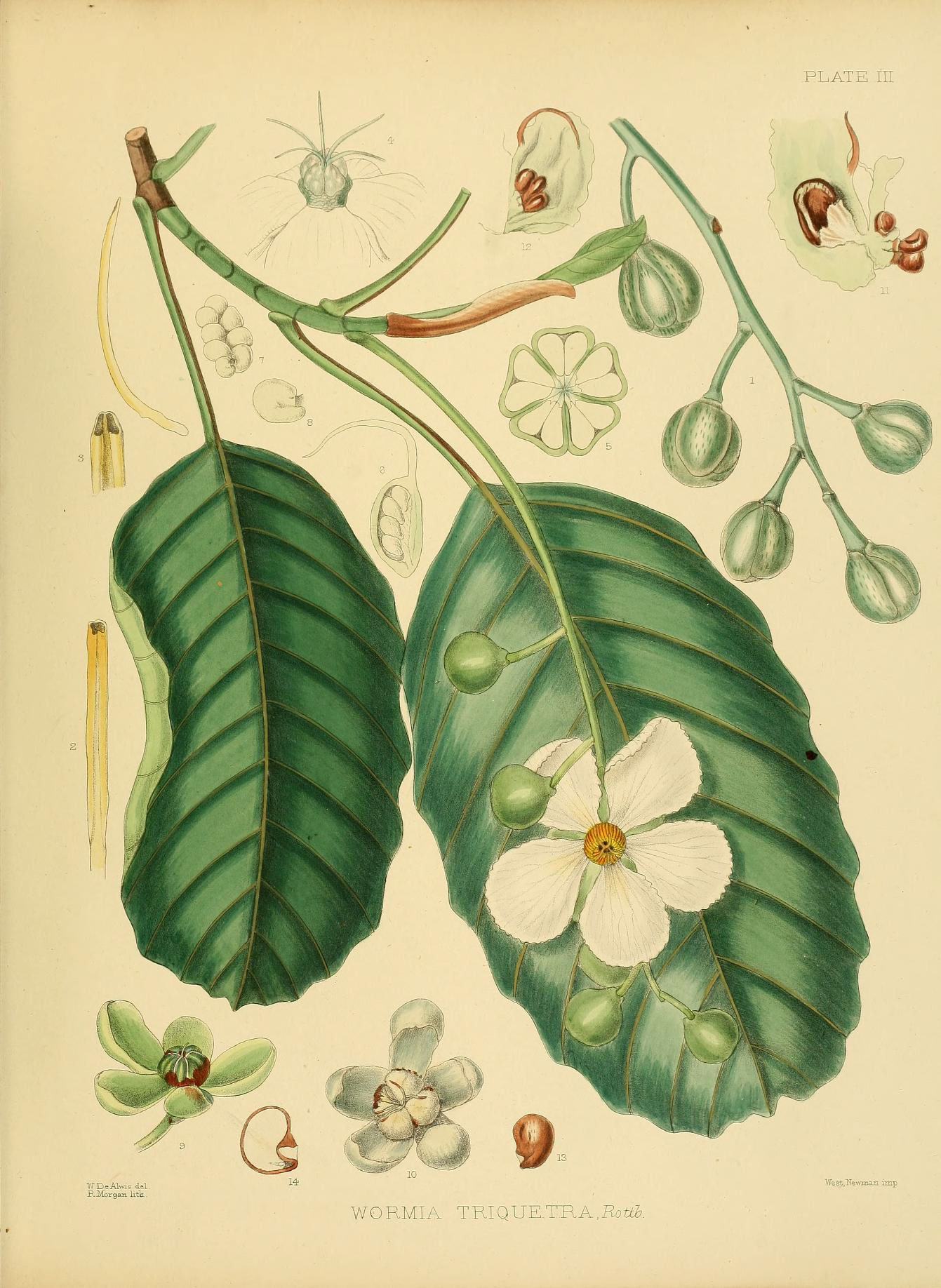
Illustration aus A hand-book to the flora of Ceylon, 1893, Tafel III von Dillenia triquetra

### Vegetative Merkmale
Die Dillenia-Arten sind verholzende Pflanzen und bilden meist Bäume, seltener Sträucher, sie sind immergrün oder selten laubabwerfend. Die Borke ist rot, grau oder braun.
Die wechselständig an den Zweigen angeordneten Laubblätter sind bis zu 50 Zentimeter lang, teilweise mit bleibenden oder abfallenden stängelumfassenden Flügeln. Die einfach Blattspreiten sind elliptisch, länglich oder länglich lanzettlich mit einer deutlich vorstehenden Nervatur und einem gesägten Blattrand.

### Generative Merkmale
Die Blüten stehen einzeln oder zu mehreren bis vielen in traubigen Blütenständen.
Die relativ großen, zwittrigen Blüten sind radiärsymmetrisch. Es werden meist fünf, selten vier bis 18 fleischige, oft fortwachsende Kelchblätter gebildet. Meist gibt es fünf, selten vier bis sieben Kronblätter, die jedoch auch fehlen können. Die Staubblätter sind zahlreich, dabei haben die inneren häufig längere  Staubbeutel als die äußeren. Die Staubbeutel öffnen sich in zwei endständigen Poren oder seltener in zwei eng beieinander liegenden, länglichen, geraden Schlitzen. Die vier bis 20 Fruchtblätter sind teilweise zu einem konischen Blütenboden zusammengewachsen. Jedes Fruchtblatt enthält ein bis viele Samenanlagen.
Die Früchte werden durch die vergrößerten Kelchblätter eingehüllt. Meist werden ein oder wenige harte, braune bis schwarze Samen je Fruchtblatt gebildet, die einen Samenmantel haben können.

## Systematik und Verbreitung

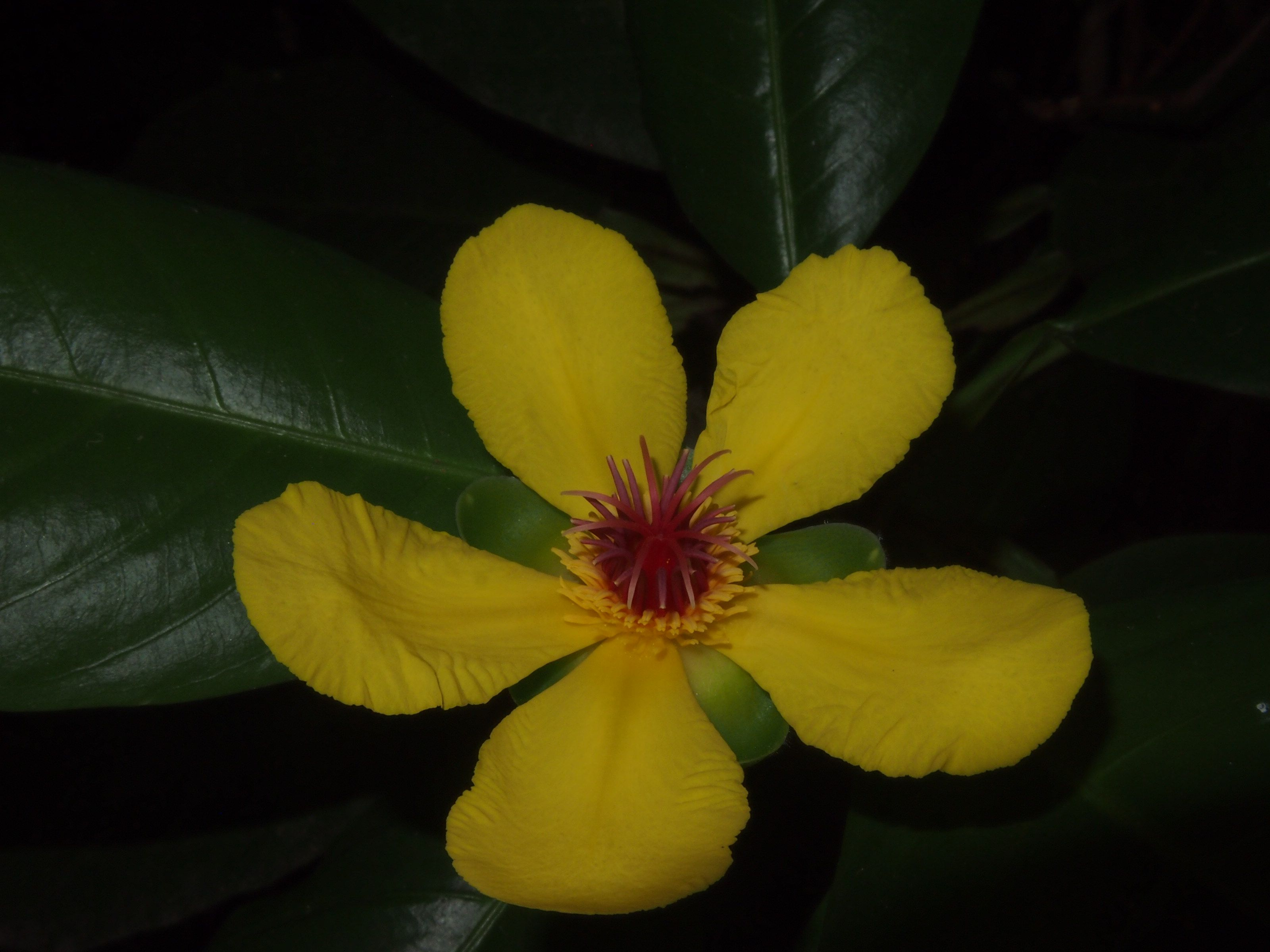
Blüte von Dillenia alata

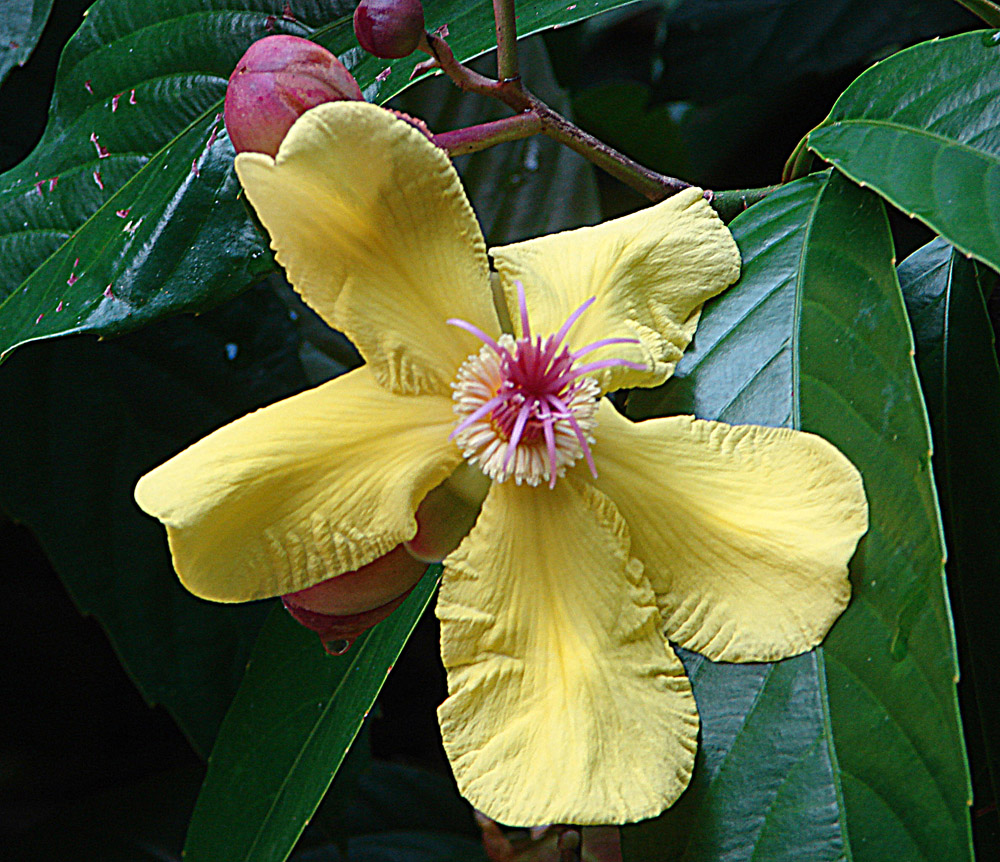
Blüte von Dillenia excelsa

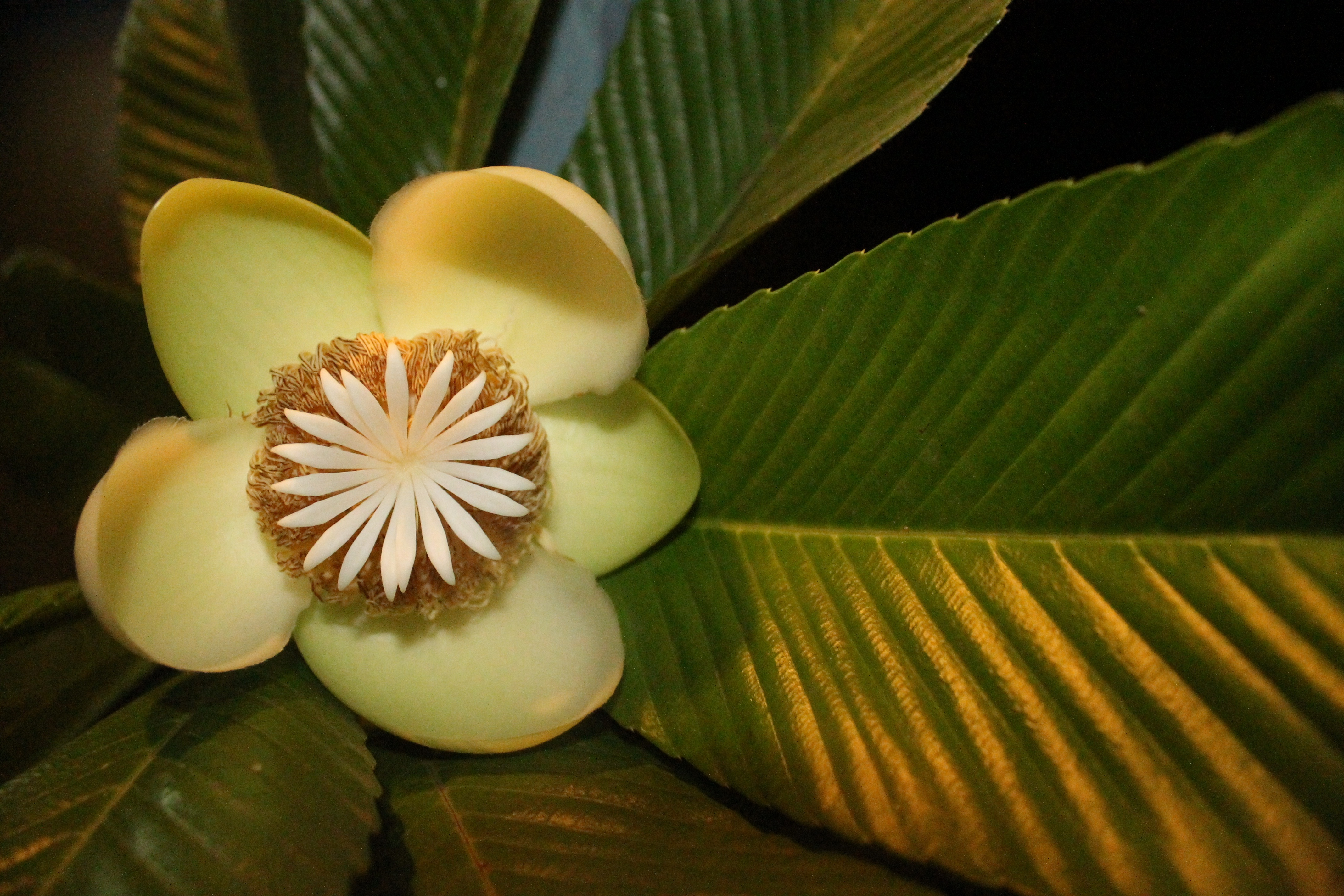
Indischer Rosenapfel (Dillenia indica)

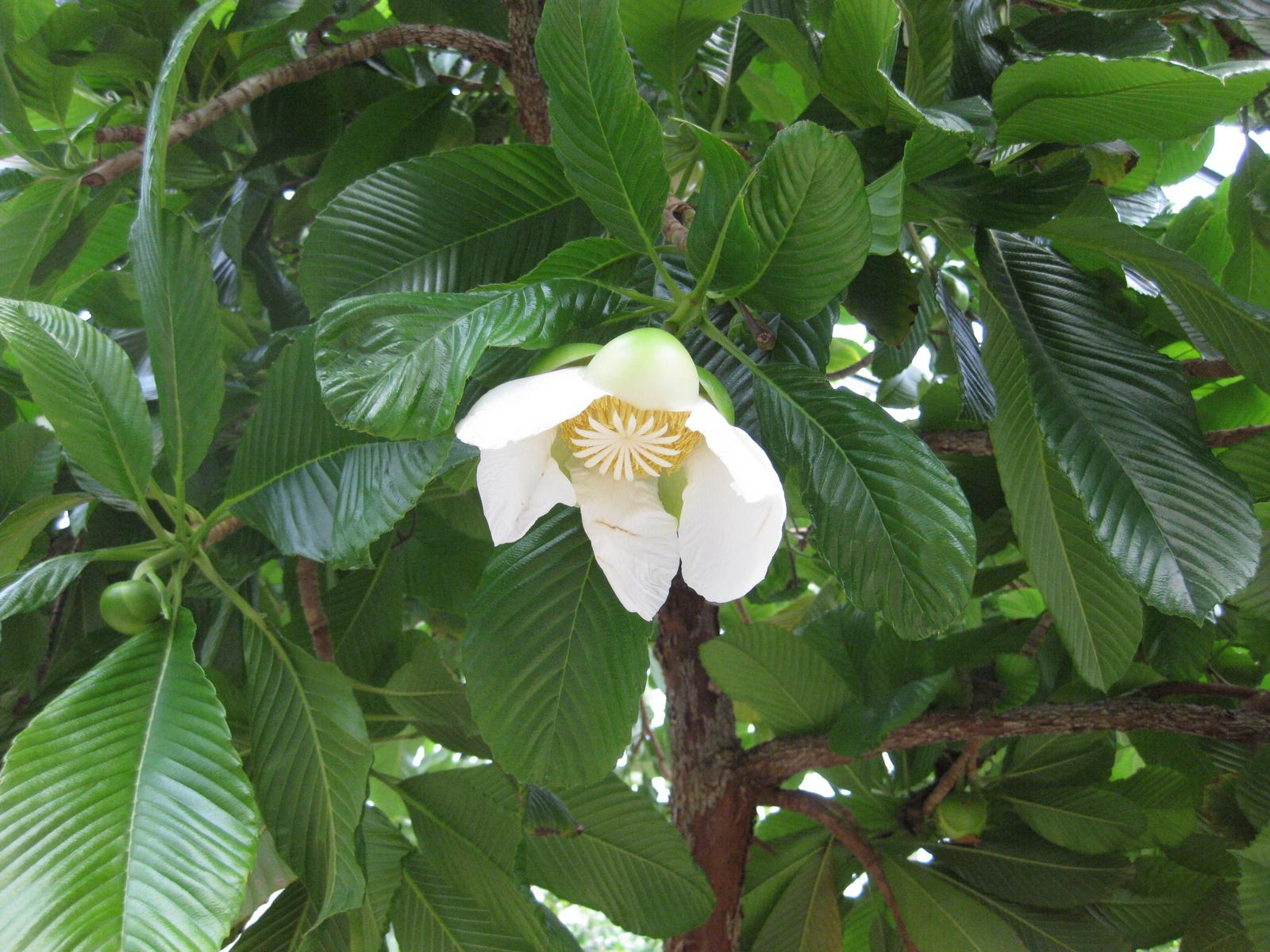
Laubblätter und Blüte des Indischen Rosenapfel (Dillenia indica)

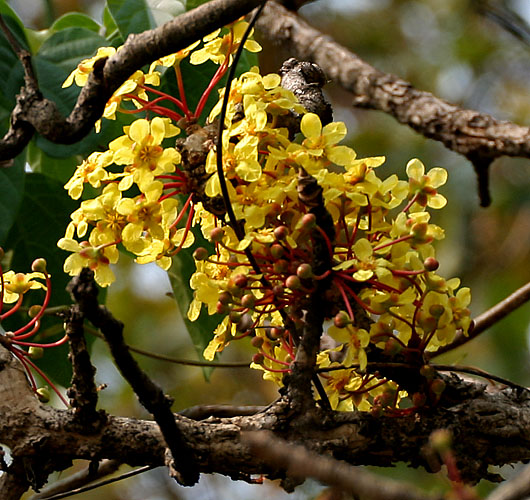
Blütenstand von Dillenia pentagyna

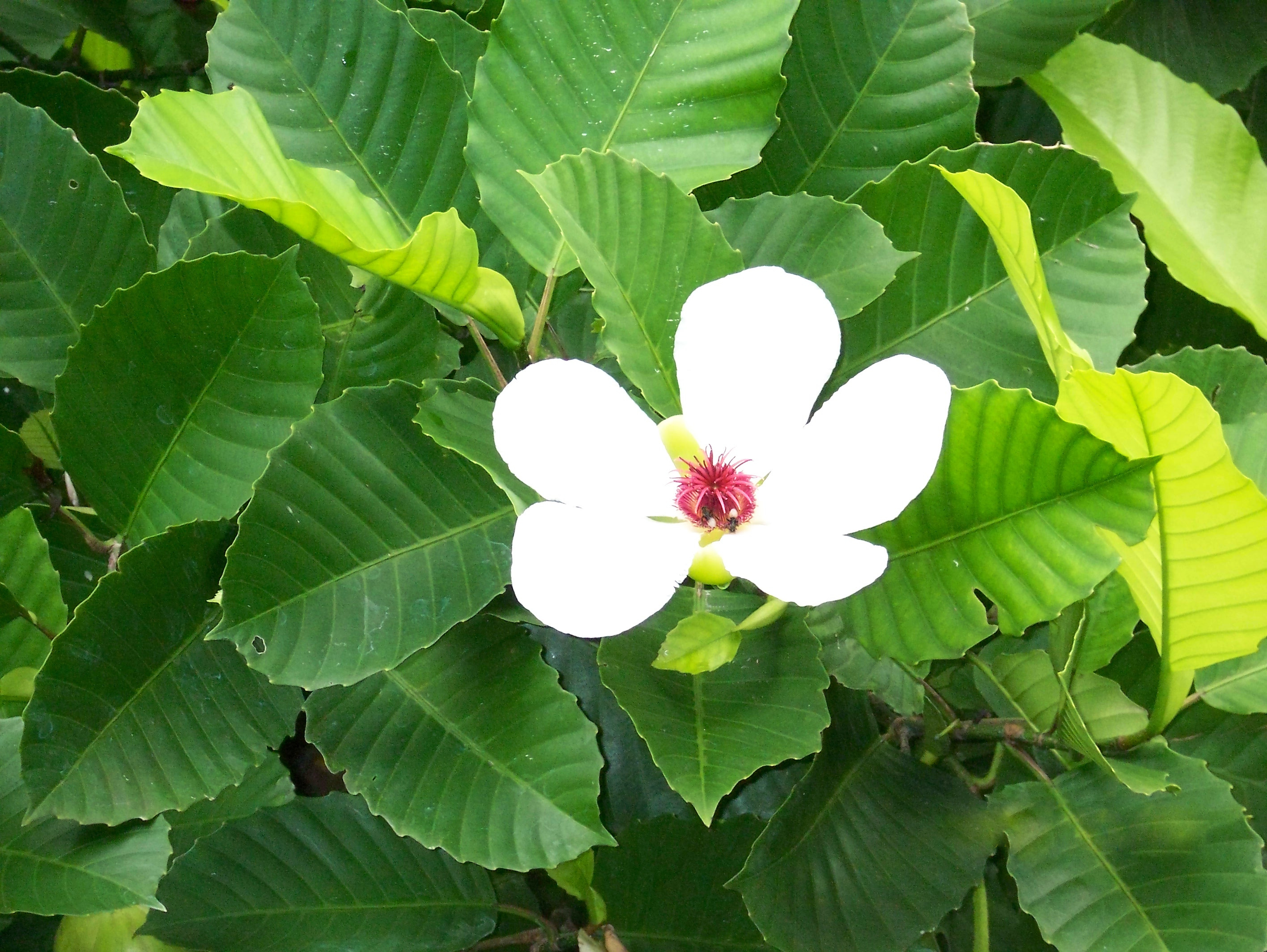
Laubblätter und Blüte von Dillenia philippinensis

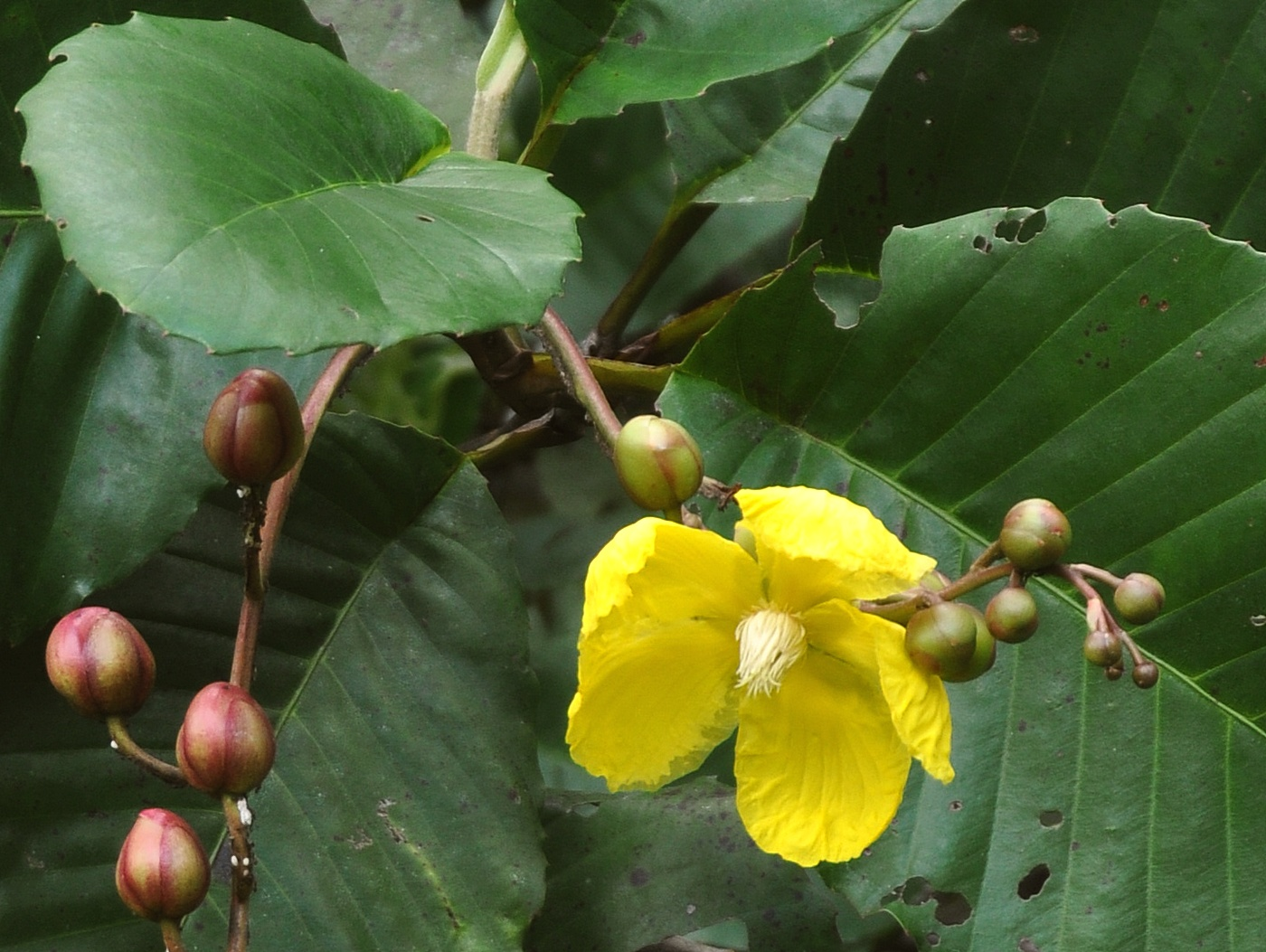
Dillenia suffruticosa

Die Gattung Dillenia wurde 1753 durch Carl von Linné in Species Plantarum, Tomus I, S. 535 aufgestellt. Den Gattungsnamen Dillenia wählte Linné nach dem deutschen Arzt und Botaniker Johann Jacob Dillen, den er 1737 getroffen hatte. Typusart ist Dillenia indica L. Ein Homonym ist Dillenia Heist. ex Fabr. das 1763 in Enumeratio Methodica Plantarum, 57 veröffentlicht wurde.
Die Gattung Dillenia gehört zur Familie Dilleniaceae.
Arten der Gattung Dillenia finden sich von Madagaskar bis zu den Fidschi-Inseln, auf den Maskarenen, in Süd- und Südostasien, in Indonesien und in Queensland. Die meisten Arten gibt es in den tropischen Gebieten Asiens.
In der Gattung Dillenia gibt es 58 bis 65 Arten zugeordnet (Auswahl):
- Dillenia alata (R.Br. ex DC.) Banks ex Martelli
- Dillenia albiflos (Ridl.) Hoogland
- Dillenia andamanica C.E.Parkinson
- Dillenia aurea Sm.: Sie kommt in Indien, Myanmar und Thailand vor.[6]
- Dillenia auriculata Martelli
- Dillenia beccariana Martelli
- Dillenia biflora (A.Gray) Martelli ex Guill.
- Dillenia blanchardii Pierre
- Dillenia bolsteri Merr.
- Dillenia borneensis Hoogland
- Dillenia bracteata Wight
- Dillenia castaneifolia (Miq.) Martelli
- Dillenia celebica Hoogland
- Dillenia crenatifolia Hoogland ex Mabb.
- Dillenia cyclopensis Hoogland
- Dillenia diantha Hoogland
- Dillenia excelsa (Jack) Martelli ex Gilg: Sie kommt in Indonesien, Malaysia und auf den Philippinen vor.[6]
- Dillenia eximia Miq.
- Dillenia fagifolia Hoogland
- Dillenia ferruginea (Baill.) Gilg
- Dillenia fischeri Merr.
- Dillenia hookeri Pierre
- Indischer Rosenapfel (Dillenia indica L.): Er ist in Sri Lanka, Indien, Bhutan, Nepal, Myanmar, Laos, Vietnam, Thailand, Indonesien, Malaysia, auf den Philippinen und in den chinesischen Provinzen südliches Guangxi sowie südliches Yunnan verbreitet.[3]
- Dillenia ingens B.L.Burtt
- Dillenia insignis (A.C.Sm.) Hoogland
- Dillenia insularum Hoogland
- Dillenia luzoniensis (Vidal) Merr.
- Dillenia mansonii (Gage) Hoogland
- Dillenia marsupialis Hoogland
- Dillenia megalantha Merr.
- Dillenia monantha Merr.
- Dillenia montana Diels
- Dillenia nalagi Hoogland
- Dillenia obovata (Miq.) Teijsm. & Binn. ex Martelli
- Dillenia ovalifolia Hoogland
- Dillenia ovata Wall. ex Hook.f. & Thomson: Sie kommt in Indonesien, Thailand und Laos vor.[6]
- Dillenia papuana Martelli
- Dillenia parkinsonii Hoogland
- Dillenia parviflora Griff.: Sie kommt in Myanmar und Thailand vor.[6]
- Dillenia pentagyna Roxb.: Sie kommt in Hainan, Yunnan, Bhutan, Nepal, Indien, Indonesien, Malaysia, Myanmar, Thailand und Vietnam vor.[3]
- Dillenia philippinensis Rolfe: Sie kommt auf den Philippinen vor.[6]
- Dillenia ptempoda (Miq.) Hoogland
- Dillenia pulchella (Jack) Gilg: Sie kommt in Indonesien und Malaysia vor.[6]
- Dillenia quercifolia (C.T.White & W.D.Francis ex Lane-Poole) Hoogland
- Dillenia reifferscheidia Fern.-Vill.
- Dillenia reticulata King: Sie kommt in Indonesien, Thailand und Malaysia vor.[6]
- Dillenia retusa Thunb.
- Dillenia salomonensis (C.T.White) Hoogland
- Dillenia scabrella (D.Don) Roxb. ex Wall.
- Dillenia schlechteri Diels
- Dillenia serrata Thunb.
- Dillenia sibuyanensis (Elmer) Merr.
- Malaysischer Rosenapfel (Dillenia suffruticosa (Griff. ex Hook.f. & Thomson) Martelli): Er kommt in Indonesien, Malaysia und Singapur vor.[6]
- Dillenia sumatrana Miq.
- Dillenia talaudensis Hoogland
- Dillenia triquetra (Rottb.) Gilg
- Dillenia turbinata Finet & Gagnep.: Sie kommt in Vietnam und in den chinesischen Provinzen südliches Guangxi, Hainan sowie südliches Yunnan vor.[3]

## Verwendung
Einige Arten, darunter der Indische Rosenapfel, werden wegen ihrer großen, dekorativen, häufig weißen Blüten als Zierbäume kultiviert, der Indische Rosenapfel darüber hinaus auch wegen seiner essbaren Früchte.

## Nachweise